# Jeleśnia (gemeente)
De gemeente Jeleśnia is een landgemeente in het Poolse woiwodschap Silezië, in powiat Żywiecki.
De gemeente bestaat uit 9 dorpen:
- Jeleśnia -gemeentezetel
- Sopotnia Mała
- Sopotnia Wielka
- Korbielów
- Krzyżowa
- Krzyżówki
- Pewel Wielka
- Mutne
- Przyborów

Op 30 juni 2004 telde de gemeente 13 488 inwoners.

## Oppervlakte gegevens
In 2002 bedroeg de totale oppervlakte van gemeente Jeleśnia 170,51 km², waarvan:
- agrarisch gebied: 35%
- bossen: 54%

De gemeente beslaat 16,4% van de totale oppervlakte van de powiat.

## demografie
Stand op 30 juni 2004:
| Omschrijving                   | Totaal | Totaal | Vrouwen | Vrouwen | Mannen | Mannen |
| ------------------------------ | ------ | ------ | ------- | ------- | ------ | ------ |
| eenheid                        | aantal | %      | aantal  | %       | aantal | %      |
| inwoners                       | 13 488 | 100    | 6801    | 50,4    | 6687   | 49,6   |
| bevolkingsdichtheid (inw./km²) | 79,1   | 79,1   | 39,9    | 39,9    | 39,2   | 39,2   |

In 2002 bedroeg het gemiddelde inkomen per inwoner 1351,84 zł.